# Jaromír Bělič
Jaromir Bělič (ur. 24 marca 1914 w Násedlovicach, zm. 6 grudnia 1977 w Pradze) – czeski językoznawca, dialektolog i bohemista.
W 1949 r. objął stanowisko profesora na Uniwersytecie w Ołomuńcu; od 1957 r. był profesorem w Pradze. Był członkiem Czechosłowackiej Akademii Nauk.
Zajmował się językoznawstwem czeskim oraz gwaroznawstwem. Ogłosił publikacje dialektologiczne: Dolská nářečí na Moravě (1954), Nástin české dialektologie (1972).